# Lloyd's Register
Pour les articles homonymes, voir Lloyd.
Lloyd's Register est une société de classification maritime britannique.
La société de classification est une organisation qui établit et applique des standards techniques au projet, à la construction et à l'inspection des infrastructures relatives à la marine, incluant les navires et les structures Off-shore.
La Lloyd's Register a été fondée en 1760, son siège se trouve à Londres, c'est la plus ancienne société de classification.
Une célèbre cloche, au siège social, était sonnée à chaque fois qu'un navire attendu était en retard au port. Elle a été saisie sur la frégate française la Lutine, à la fin du XVIIIe siècle.
C'est cette société qui a eu la tâche d'enregistrer et classifier le RMS Titanic

## Sources
- LRQA